# Taifa de Toledo
La Taifa de Toledo o Reino de Toledo fue una de las taifas de Al-Ándalus que surge de la descomposición del Califato de Córdoba el 22 de julio de 1035 y finaliza con la conquista por parte del rey castellano Alfonso VI en 1085 (478 d. H.). Su territorio coincidía aproximadamente con las actuales comunidades autónomas de Castilla-La Mancha y Madrid, y con la antigua región de Castilla la Nueva.

## El reino taifa

Los reinos de taifas hacia 1031, sobre las actuales regiones.

Toledo conservaba su aureola de haber sido urbs regia visigoda, que los árabes perpetuaron llamándola madinat al-muluk. Tuvo gran importancia estratégica como capital de la Marca Media —formada esta última a raíz de la revuelta bereber del año 741—, y pudo mantener frente a Córdoba una dependencia relativa hasta el siglo del Califato. Fue no obstante a raíz de la caída del califato cuando Toledo adquirió una mayor importancia como urbe musulmana, al constituirse en capital de un reino taifa que abarcó de manera aproximada las actuales provincias españolas de Toledo, Madrid, Guadalajara, Cuenca y Ciudad Real. Independizada al producirse las guerras civiles de comienzos del s. XI, allí se adueñaron del poder algunos personajes de la ciudad, entre ellos el cadí Abú Bala Ya'is ibn Muhámmad y algunos otros, entre los cuales citan las fuentes también a un Ibn Masarra, a un Abd al-Rahmn y a Abd al-Málik ibn Matiyo. Posiblemente descontentos los toledanos con los desacuerdos entre ellos y, en especial, del mal gobierno de este último, decidieron ofrecer el gobierno de la taifa al señor de Santaver, Abd al-Rahman ibn Dil-Nun, que les envió para hacerse cargo del poder a su hijo Ismail al-Zafir en torno a 1035.
Los Banu Dil-Nun eran una familia bereber de la tribu hawwara, llegados a la península en tiempos de la conquista islámica. Se establecieron en la cora de Santabariyya o Santaver y en el proceso de arabización de los siglos VIII-X cambiaron su etnia bereber de Zennún arabizándola en Banu Di-l-Nun. Durante todo ese tiempo fueron uno de los linajes más destacados de la Marca Media, citados por las fuentes por sus alzamientos frente al poder emiral y por sus alternativas sumisiones.
Volvieron a su autonomía con la decadencia del Califato durante el primer decenio del siglo XI: entonces, posiblemente, Abd al-Rahmán ibn Dil-Nun logró que el califa Sulaimán al-Mustaín (1009-10 y 1013-16) le otorgase el nombramiento como señor de Santaver, Huete, Uclés y Cuenca, llevando el título de Násir al-Dawla. Este Abd al-Rahmán confió en 1018 a su hijo Ismaíl el gobierno de Uclés y que luego, como ya se ha dicho, lo envió a Toledo.

## Ciudades
Ciudades fronterizas
- Bascos (Bâsk)

Ciudad con función principalmente militar, fundada como núcleo musulmán con anterioridad al siglo X sobre un asentamiento romano cerca de la confluencia del río Huso con el Tajo. Pudo tener una población entre 2500 y 3000 habitantes.
- Talavera de la Reina (Talabîra)

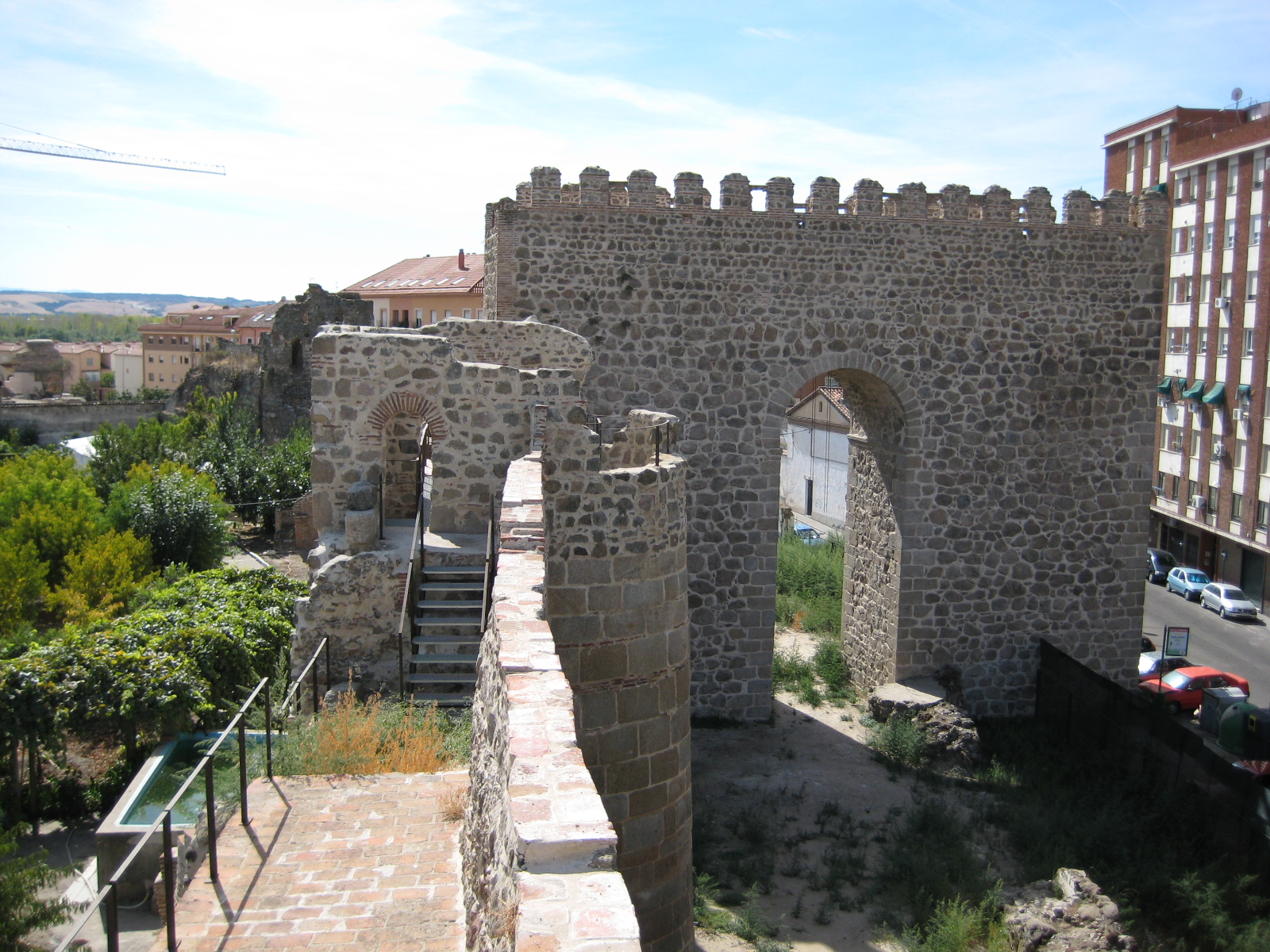
Muralla y puerta albarrana en Talavera de la Reina.

Ciudad con una población numerosa —mencionada frecuentemente por geógrafos árabes como Al-Idrisi—, fue fundada como núcleo musulmán sobre una ciudad romana en el año 713 y fortificada en el año 855, con mejoras de la época del califato..
- Maqueda (Makâda)

Su origen se remonta a la segunda mitad del siglo X.
- Alhamín (al-Fahmîn)

Pequeño pero importante desde un punto de vista defensivo núcleo localizado dentro del actual término municipal de Méntrida, en el norte de la actual provincia de Toledo. Contaba sin embargo con una mezquita mayor.
- Canales (Qânalis), Olmos (Walmus) y Calatalifa (Qala`at al-Halfâ)

Se trata de 3 núcleos próximos, a caballo entre las actuales provincias de Toledo y Madrid (las dos primeras en la actual provincia toledana, la última en la Comunidad de Madrid), emplazadas en el escalón de la falla sobre la cual se asienta el río Guadarrama.
- Madrid (Maŷrît)

Construida en el siglo IX durante el mandato de Muhámmad I de Córdoba. Es posible que, además de atalaya defensiva frente a ataques cristianos del norte ejerciera de núcleo para el control de Toledo —una ciudad ya mencionada como proclive a la insumisión— por parte de la autoridad central cordobesa. Durante el siglo X Córdoba llegó a nombrar gobernadores en la ciudad.
- Talamanca (Talamanka)

Tuvo importancia estratégica para proteger el acceso al valle del Tajo situado más al sur. Construida durante el gobierno de Muhámmad I de Córdoba, no llegó a alcanzar nunca un gran tamaño.

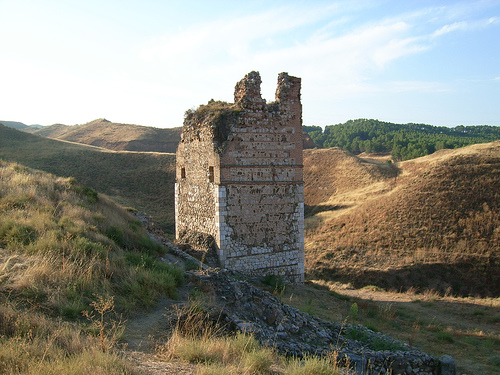
Torre del antiguo castillo de Alcalá la Vieja

- Alcalá la Vieja (Qala`at `Abd al-Salâm)

Alcazaba fortificada situada en las cercanías de la actual Alcalá de Henares y construida en la segunda mitad del siglo IX.
- Guadalajara (Madînat al-Faraŷ o Wâdi l-Hiŷâra)

La ciudad, de la que se destacaban sus aguas y jardines, se considera una creación ex novo por parte de los musulmanes —debido al incierto emplazamiento de la ciudad romana previa de Arriaca— localizada en la orilla del Henares; tuvo una importancia estratégica dentro del territorio de aṯ-Ṯaḡr al-Awsaṭ.
- Sigüenza

Probablemente no fue un núcleo de gran importancia.
- Atienza (Antasiya)

Aunque tampoco fue un núcleo de importancia se destaca su localización en un cruce de rutas.
- Medinaceli (Madînat Sâlim)

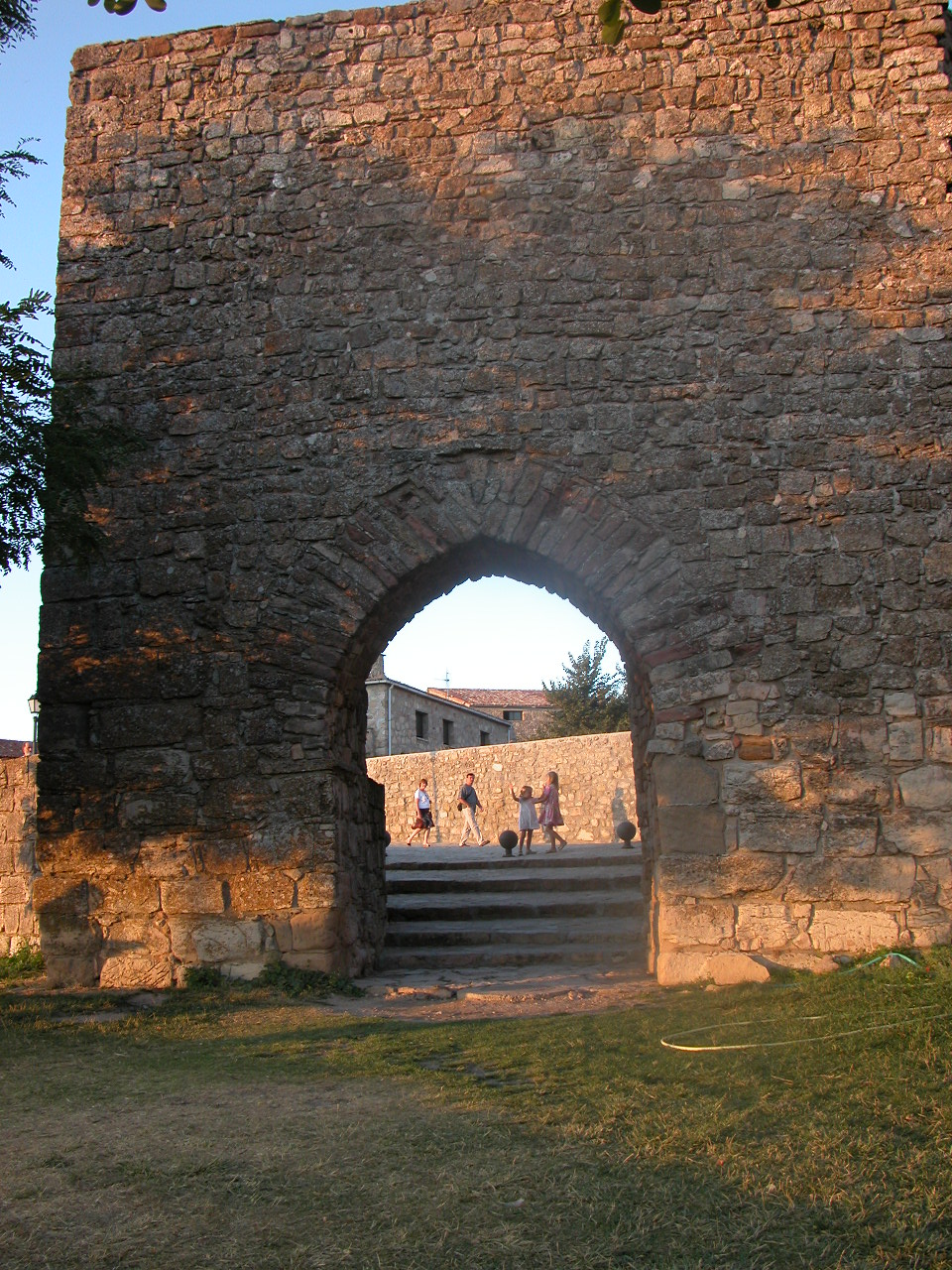
Puerta árabe en Medinaceli.

La construcción de Medinaceli —que se configuró a lo largo del siglo X en una ciudad de notable importancia al convertirse en cuartel de la Marca Media— se data en la primera mitad del siglo X. Hay quien la considera situada sobre la antigua ciudad romana de Ocilis.
Ciudades del interior
- Toledo (Tulaytula)

Toledo, la urbe más importante de la taifa, ya fue la capital de la Hispania visigoda. La ciudad —que albergó durante el periodo de Al-Ándalus a una población cristiana (mozárabes) muy elevada— constituyó un foco crónico de insurrección al poder central del emirato y el califato cordobés. Las autoridades locales tomaron el control de la taifa hacia el año 1010, situación propiciada por el vacío de poder que supusieron los últimos estertores del proceso de descomposición interna del Califato de Córdoba. El poder fue asumido posteriormente por la familia Banu Di-l-Nun —creándose una nueva dinastía gobernante— seguramente hacia los años 1032 y 1033.
- Santaver (Santabarîya)

A pesar de nunca haber sido un núcleo de gran importancia, Santabarîya —excelentemente situada desde un punto de vista defensivo— fue centro de una cora de gran superficie poblada por una importante población bereber de la tribu miknasa y llevó a cabo varias insurrecciones durante el emirato cordobés. Tras la descomposición del califato fue agregada a la taifa de Toledo.
- Calatrava la Vieja (Qala'at Rabah)

De fundación omeya (fines siglo VIII), durante cuatro siglos formó parte de Al-Ándalus. Fue la ciudad más importante en la ruta entre Toledo y Córdoba durante el emirato. Controlaba el valle del Guadiana y las tierras circundantes desde Guadamur hasta Alarcos y Salvatierra.

## Apogeo
El territorio de la Taifa de Toledo coincidía con las actuales provincias de Toledo, Ciudad Real, Cuenca, el norte de Albacete, Cáceres, Guadalajara (hasta la frontera con las tierras zaragozanas en Medinaceli), Madrid hasta la Sierra de Guadarrama.
Ismail al-Zafir fue el primer monarca de este linaje hasta 1043, luchando contra los cordobeses para mantener la independencia. Luego reinó Al-Mamún de Toledo (r. 1043-1075), quien solicitó la ayuda de Fernando I de León y Castilla contra Sulaymán ben Hud al-Musta'in de Zaragoza; veinte años más tarde, los toledanos, atacados por Fernando, compraron su tranquilidad mediante el pago de parias.
Atacado a su vez Abd al-Málik ben Abd al-Aziz al-Mansur, régulo de Valencia desde 1061, prefirió pedir auxilio a Al-Mamún de Toledo antes que aceptar el control castellano, pero el rey de Toledo aprovechó para deponer al valenciano y anexionarse la taifa de Valencia en 1064, con la aquiescencia de Fernando I.
Toledanos y sevillanos aspiraban a unir a sus dominios la antigua capital del califato, que será agregada a la Taifa de Sevilla en 1070. El nuevo rey, Alfonso VI de León y Castilla, siguió una política de apoyo a todos contra todos en su exclusivo beneficio: con la ayuda de Al-Mutamid de Sevilla derrotó al granadino Abd Allah y le obligó a pagar parias (1074), al tiempo que apoyaba a Al-Mamún de Toledo para que ocupara la Taifa de Córdoba en 1075.
Al-Mamún de Toledo se convirtió así en el rey más importante de la Taifa de Toledo, que en 1075 incluía Córdoba y Valencia. Ese mismo año fue envenenado en Córdoba y su nieto Al-Qádir asumió el gobierno de Toledo.

## Fin del dominio musulmán

Los reinos de taifas hacia 1080.

Al-Qádir en el 1075, se consideró lo suficientemente fuerte en sus dominios de Toledo-Córdoba-Valencia como para prescindir del castellano y expulsó de Toledo a los partidarios de la colaboración-sumisión con los cristianos; pero estos provocaron una revuelta en Valencia, que se declaró independiente bajo el mando de Abd al-Aziz, y Toledo, sin el apoyo de Castilla, perdió las tierras cordobesas en 1077, así como las provincias del sur de la región, y vio atacado su territorio por Al-Mutawákkil de la taifa de Badajoz.
Al-Qádir se vio, pues, forzado a pedir nuevamente la ayuda castellana y con ella se enajenó el apoyo de una gran parte de la población: por un lado estaban los musulmanes, que eran partidarios de una ruptura de la alianza con Castilla, y un acercamiento a los otros reinos musulmanes, y por otro, los mozárabes y judíos, partidarios de la alianza con Castilla e, incluso de la anexión. Así Al-Mutawákkil de Badajoz entró en la ciudad en 1080, mientras Al-Qádir se refugiaba en Cuenca.
Al-Qádir recuperó el trono en 1081 ya que Alfonso VI de León decidió ayudarle a recuperar las tierras toledanas y valencianas a cambio de que Valencia fuese para Al-Qádir y Toledo para Alfonso.
Ante este acuerdo, los toledanos opuestos a la colaboración Alfonso-Al-Qádir (los musulmanes) solicitaron el apoyo de Al-Muqtadir de Zaragoza, Al-Mutamid de Sevilla y Al-Mutawákkil de Badajoz; mientras otra parte de la población, cansada de las continuas guerras (mozárabes y judíos), aceptaba la entrega de Toledo a Alfonso VI, siempre que este simulara tomarla por la fuerza, para evitar que los toledanos fueran acusados de traicionar la causa musulmana, conscientes de la pérdida de prestigio que supondría para el Islam la cesión de Toledo.
El cerco de la ciudad no impidió a Alfonso VI atacar las taifas de Zaragoza, Valencia y Sevilla, y el 6 de mayo de 1085, después de cuatro años de «asedio», Toledo se rendía pacíficamente, tras obtener garantías los musulmanes de que se respetarían sus personas y bienes y de que se les permitiría seguir en posesión de la mezquita mayor. Por su parte, las tropas musulmanas se comprometían a abandonar las fortalezas y el alcázar.

## Dominio cristiano
El 25 de mayo de 1085, Alfonso VI de León y Castilla entró en la ciudad. En aquel momento, el reino de León y Castilla, considerado el heredero del reino visigodo de Toledo, tenía la intención de recuperar para sí la capital del antiguo reino visigodo. La conquista de la ciudad de Toledo dio pie a la inversión de fuerzas entre cristianos y musulmanes en la península, lo que llevaría finalmente a la conquista almorávide de las taifas tras solicitar éstas su intervención.

## Florecimiento cultural en la Taifa de Toledo
El florecimiento de la ciencia durante la dinastía de los Banu Di l-Nun en el Toledo islámico permitió a Europa asomarse años después, a través de la Escuela de Traductores de Toledo, a los primeros pilares de ese puente de modernidad que llamamos Renacimiento. Los emires de los reinos de taifas se rodeaban de hombres de cultura, en rivalidad de prestigio y poder con las otras dinastías de Al-Ándalus, destacando entre todos ellos Al-Mamún, quien convirtió esta ciudad en un centro intelectual y artístico de primer orden.
Entre la pléyade descollante de matemáticos, geómetras, astrónomos y médicos del reino toledano despunta Azarquiel, columna vertebradora de la ciencia astronómica europea hasta Copérnico. Uno de sus mayores logros fue la adaptación de las tablas astronómicas hasta entonces en uso a las coordenadas de Toledo, pasando a ser conocidas como Tablas toledanas y convirtiéndose en referencia común para el ejercicio de la astronomía en toda Europa. Le sigue Said al-Andalusi, experto constructor de astrolabios, que encabeza el mecenazgo de todo este grupo de sabios toledanos; y gracias a cuya obra, “Libro de las categorías de las naciones” conocemos el nombre y actividades de algunos otros sabios del reino toledano, como, por ejemplo, Al-Kuwaidis, que dominaba a fondo la lengua árabe y la enseñaba en Toledo.
La medicina también contó con un alto nivel en esta etapa, sobre todo en la corte de Al-Mamún: Uno de los más relevantes médicos fue Ibn al-Bagunis. Por su parte, Ibn al-Jayyat, que también se dedicaba a la Astrología, predijo la expulsión de los musulmanes de la península, lo que produjo un gran revuelo. Pero, sin duda, el mejor médico de Toledo y uno de los principales de Al-Ándalus fue Ibn Wafid, visir de Al-Mamún de Toledo, cuya reputación llevó a traducir sus prestigiosas obras al latín para su difusión por toda Europa. Plantó para su soberano un jardín botánico experimental, y sus discípulos siguieron su camino, como Ibn Bassal, que dedicó un tratado de agricultura a Al-Mamún de Toledo. Abu'l Jayr, discípulo, a su vez, de otro discípulo de Ibn Wafid, practicó ensayos de aclimatación y herborizaciones por todo Al-Ándalus y el norte de Marruecos. Y en esta época también surgió el primer tratado de ingeniería mecánica realizado en Al-Ándalus de la mano de Ibn Jalaf al-Muradi, donde se describen treinta tipos de artificios mecánicos, mayoritariamente relojes con autómatas y máquinas de guerra.

## Arte en la Taifa de Toledo
- Astrolabio de al-Sahlî, 1066 d. C. elaborado en el Taller de Toledo.
- Arqueta de Palencia, 1050 d. C. elaborado en el Taller de Cuenca.